# David Lemanowicz
David Lemanowicz (ur. 8 marca 1976 w Edmonton, Alberta) – kanadyjski hokeista pochodzenia polskiego. Trener hokejowy.
Jego rodzice pochodzą z Polski, wyemigrowali do Kanady i osiedlili się w Vancouver w 1973. David Lemanowicz urodził się w Edmonton. Posiada polskie obywatelstwo od 2002.

## Kariera
- Penticton Panthers (1992)
- Spokane Chiefs (1992-1996)
- Port Huron Border Cats (1996)
- Carolina Monarchs (1996-1997)
- Tallahassee Tiger Sharks (1997-1998)
- Beast of New Haven (1998)
- Austin Ice Bats (1998-1999)
- University of Toronto (2000-2002)
- Memphis RiverKings (2004-2005)
- Laredo Bucks (2005-2006)
- Podhale Nowy Targ (2006)
- Elmira Jackals (2006-2007)
- Chicago Hounds (2007)
- Rio Grande Valley Killer Bees (2007-2008)

Początkowo grał przez cztery sezony w juniorskich rozgrywkach WHL w ramach CHL. W drafcie NHL z 1995 został wybrany przez Florida Panthers, podpisał z klubem trzyletni kontrakt, lecz nigdy nie wystąpił w rozgrywkach NHL. W późniejszych latach grał w amerykańskich ligach ECHL, AHL, CHL. W sierpniu 2006 trafił do Polski i został zawodnikiem Podhala Nowy Targ w rozgrywkach polskiej ekstraligi. Z zespołem rozegrał początek sezonu 2006/2007. Na początku grudnia 2006 niespodziewanie opuścił zespół i wyjechał. Przyczyną miały być nieporozumienia finansowe.
Po powrocie do USA grał w lidze UHL. Karierę zakończył w czerwcu 2008.
Pracował także jako trener - w trakcie gry w drużynie uniwersytetu w Toronto oraz w Rio Grande Valley Killer Bees. Po zakończeniu kariery zawodniczej rozpoczął pracę administracyjną w swoim ostatnim klubie z siedzibą w amerykańskim mieście Hidalgo.

## Sukcesy
Klubowe
- Ray Miron President’s Cup - mistrzostwo CHL: 2006 z Laredo Bucks

Indywidualne
- Sezon WHL 1995/1996:
  - Del Wilson Trophy - najlepszy bramkarz WHL
  - Pierwszy skład gwiazd WHL